# Hush Hush (canção)
"Hush Hush" é uma canção da cantora norte-americana Alexis Jordan, gravada para seu álbum de estreia Alexis Jordan (2011). A faixa foi lançado como terceiro e último single do disco em 10 de junho de 2011. Foi escrita e produzida por Sandy Vee e Mikkel S. Eriksen e Tor Erik Hermansen, tendo auxílio na composição de Autumn Rowe e Petr Brdičko.

## Faixas e formatos
| EP digital |                                                   |         |  |
| N.º        | Título                                            | Duração |  |
| 1.         | "Hush Hush"                                       | 3:42    |  |
| 2.         | "Hush Hush" (Tom Neville's Turned Up to 11 Remix) | 6:21    |  |
| 3.         | "Hush Hush" (Cahill Full On Club Remix)           | 7:10    |  |
| 4.         | "Hush Hush" (Cahill Full On Dub Remix)            | 7:10    |  |
| 5.         | "Hush Hush" (Cahill Lounge Remix)                 | 7:11    |  |
| 6.         | "Hush Hush" (Full Intention Club Remix)           | 6:10    |  |

| EP digital (Austrália) |                                                         |         |  |
| N.º                    | Título                                                  | Duração |  |
| 1.                     | "Hush Hush"                                             | 3:42    |  |
| 2.                     | "Hush Hush" (Cahill Full On Remix Edit)                 | 3:29    |  |
| 3.                     | "Hush Hush" (Full Intention Radio Remix)                | 4:54    |  |
| 4.                     | "Hush Hush" (Tom Neville's Turned Up To 11 Radio Remix) | 3:42    |  |
| 5.                     | "Hush Hush" (Stargate Extended Mix)                     | 5:20    |  |

## Desempenho nas tabelas musicais
| Tabela musical (2011)          | Melhor posição |
| ------------------------------ | -------------- |
| Eslováquia (Rádio Top 100)     | 86             |
| Irlanda (IRMA)                 | 36             |
| Países Baixos (Dutch Top 40)   | 12             |
| Polónia (Dance Top 50)         | 50             |
| Reino Unido (UK Singles Chart) | 66             |

## Histórico de lançamento
| País        | Data                | Formato          |
| ----------- | ------------------- | ---------------- |
| Austrália   | 10 de junho de 2011 | Download digital |
| Irlanda     | 10 de junho de 2011 | Download digital |
| Reino Unido | 12 de junho de 2011 | Download digital |